# Zespół Śpiewaczy „Ksinzoki”
Zespół Śpiewaczy „Ksinzoki” (z gw. księżackiej, dosł. Księżacy) – księżacki zespół ludowy z Łowicza podtrzymujący tradycje muzyczne księstwa łowickiego. Wykonuje głównie muzykę ludową z regionu łowickiego; podczas występów posługuje się wyłącznie gwarą księżacką.

## Działalność
Zespół działa od 2008, od początku tworzą go twórcy ludowi oraz pasjonaci kultury ludowej z księstwa łowickiego, w tym osoby występujące w regionalnych zespołach ludowych już w latach 50. – 70. XX w. Formalnie został założony w 2010. Do współzałożycieli należą m.in. poetka Joanna Bolimowska, śpiewak ludowy Stanisław Madanowski oraz śpiewaczka ludowa Urszula Okraska.
Wykonuje pieśni ludowe (obrzędowe, weselne), oraz religijne. Prezentuje regionalne obrzędy ludowe, m.in. w przedstawieniu Wilio u Ksinzoków (Wigilia u Księżaków) po raz pierwszy wystawionym w 2010.
W 2012 r. zespół po raz pierwszy przetłumaczył na gwarę pieśni patriotyczne i żołnierskie. W 2018 w ramach projektu dofinansowanego przez Narodowe Centrum Kultury powstała publikacja zawierająca ich teksty i nagrania na płycie CD.
Zespół odniósł sukcesy m.in. na Festiwalu Kapel i Śpiewaków w Kazimierzu Dolnym, w 2012 r. zdobywając II miejsce.

## Dyskografia
- Wesiele Kasi i Jaśka na Ksinstwie Łowickim (2015)
- Pieśni patriotyczne po łowicku (2018)[7]
- Łowickie przyśpiewki weselne (2023)[8]
- Żeby nie zaginęła (2023)[9]